# Брандейс, Эльза
Эржебет «Эльза» Брандейс (венг. Brandeisz Erzsébet «Elza»; 1907—2018) — венгерская танцовщица и хореограф. Считается основателем экспрессионистского танца в Венгрии.
Во время Второй мировой войны в своём летнем доме в Балатональмади укрыла несколько евреев, в том числе 14-летнего Джорджа Сороса. В 1995 году «Яд ва-Шем» удостоил Эльзу Брандейс почётного звания «Праведник народов мира».

## Ранние годы
Эржебет Брандейс родилась в австрийском Русте 18 сентября 1907 года. Выросла в Будапеште в лютеранской семье немцев. Будучи ребёнком, была свидетельницей коронации императора Карла I, прошедшей в Будапеште.
С 1923 по 1928 годы Брандейс училась танцам в школе Лили Каллай. В 1930-х годах проходила обучение в Вене и Дрездене у хореографа Мэри Вигман.

## Карьера
Брандейс работала танцовщицей, а позднее — преподавателем в частной школе современного танца, которой руководила Белана Лайтай, еврейка по национальности.
Во время Второй мировой войны, дабы избежать захвата школы нацистами, Брандейс переписала школу Лайтай на своё имя. Когда Лайтай насильно переселили в «Дом жёлтой звезды», Брандейс приносила ей еду, а также помогла получить покровительственное письмо от посольства Португалии. Кроме того, в 1944 году Брандейс помогла укрыться в своём летнем доме в Балатональмади на озере Балатон Элизабет Сорос и её 14-летнему сыну Дьёрдю, после переезда в США сменившему имя и ставшему известным миру как Джордж Сорос.
В послевоенные годы новое коммунистическое правительство негативно отнесилось к экспрессионистским танцам, считая их декадентскими, и с 1948 года Брандейс были запрещены выступления — она начала преподавать гимнастику в Балатональмади.

## Последующие годы
После выхода на пенсию в 1963 году Брандейс стала музейным гидом в Доме Сторно в Шопроне, где проработала до 1978 года.
В последние годы жизни она жила в уединении в Шопроне, где ей помогали опекуны при поддержке Джорджа Сороса. На момент своей смерти 6 января 2018 года 110-летняя Эльза Брандейс являлась старейшей жительницей города.